# Іноземний агент
Іноземний агент (також закордонний представник та іноагент) — особа (фізична або юридична), яка, бувши резидентом однієї країни, діє в інтересах іншої, зазвичай за відсутності дипломатичного імунітету. Десятки країн накладають обмеження на діяльність іноземних агентів, як фізичних осіб, так і неприбуткових організацій.
Термін іноземний агент (від лат. agens «рушійна сила») покриває дуже широке коло значень. У російській та англійській мовах має, як правило, пейоративну (негативну) конотацію, дисфемізм періоду холодної війни для позначення таємних агентів іноземного уряду, що займалися шпигунством в інтересах ворожого табору. Такого відтінку немає у словосполучення «закордонний представник». У деяких країнах на Глобальному Півдні вважаються іноземними ворожими силами, які впливають на політичні процеси, включаючи вибори та референдуми, підривають або загрожують їх суверенітету.

## Росія
У 2012 році Державна дума РФ ухвалила поправки (ФЗ N 121-ФЗ від 20.07.2012) до закону «Про неприбуткові організації». Відповідно до закону, іноземні агенти повинні зареєструватися як такі в Міністерстві юстиції та вказувати свій статус у всіх публікаціях у ЗМІ та в Інтернеті.
25 листопада 2017 року було ухвалено закон № 327-ФЗ, що вводить поняття ЗМІ-іноагента. Міністерство юстиції може визнати іноагентом будь-яке іноземне ЗМІ, яке отримує фінансування або майно від іноземних органів або громадян безпосередньо або через російські юрособи. Такі іноагенти прирівняні у своїх обов'язках до НПО-іноагентів. Реєстр ЗМІ-«іноземних агентів» ведеться Міністерством юстиції, станом на жовтень 2022 року до нього входить 183 ЗМІ, здебільшого додані після запровадження військової цензури під час вторгнення Росії в Україну у 2022 році.
У 2018 році Держдума ухвалила поправки, які передбачають визнання фізичної особи іноземним агентом у разі поширення нею матеріалів для необмеженого кола осіб та отримання іноземного фінансування. Поправки до другого читання давали змогу зарахувати до цієї категорії тих, хто поширює повідомлення і матеріали ЗМІ-іноземних агентів або бере участь у створенні цих матеріалів і при цьому отримує фінансування з-за кордону. Таким чином, фізособами-іноземними агентами могли визнати, наприклад, журналістів, які працюють у ЗМІ, вже визнаних у Росії такими.
Вибірково визначати людей, які увійдуть до списку «агентів», будуть Міністерство юстиції та Міністерство закордонних справ. Виходячи з тексту законопроєкту, фізичну особу можуть визнати не просто іноземним агентом, а «іноземним засобом масової інформації, що виконує функції іноземного агента», і протягом місяця ця фізична особа зобов'язана заснувати російську юридичну особу і повідомити про це владу. У зону ризику потрапляють журналісти, які працювали в ЗМІ-іноагентах, громадяни, які працюють у компаніях з іноземним фінансуванням, або вчені, які отримали закордонні гранти.
Російські закони також забороняють фінансування виборчих кампаній за допомогою:
- іноземних держав і юридичних осіб;
- російських юридичних осіб з іноземною участю понад 30 %;
- міжнародних організацій і громадських рухів;
- фізичних осіб-іноземців та осіб без громадянства, якщо вони не мають виборчих прав у Росії[11].

Низка представників російської та закордонної громадськості російський закон розцінила як атаку на структури громадянського суспільства з метою їхньої дискредитації та створення юридичних передумов для їхнього переслідування. У зв'язку з цим звертається особлива увага на вкрай широке визначення поняття «політична діяльність» у тексті закону. Закон розглядається в контексті загальної системи заходів, спрямованих на придушення протестної активності російського суспільства.
З критикою закону ще на стадії законопроєкту виступили три спеціальних доповідачі ООН (щодо права на мирні зібрання, щодо становища правозахисників і щодо захисту права на свободу вираження думок), доповідачі ООН назвали закон «прямим викликом для тих, хто хоче вільно здійснити своє право на свободу асоціації», наголосивши, що «організації громадянського суспільства мають право отримувати фінансування з-за кордону, так само як і уряди мають право отримувати міжнародну допомогу», і обмеження такого права «несправедливі». На думку експертів ООН, нові норми дають змогу піддавати спеціальному контролю правозахисників незалежно від того, чи отримують вони підтримку з-за кордону, чи ні, що «перешкоджатиме їм у здійсненні своєї значущої діяльності». Вони вказали, що вкрай широке визначення «політичної діяльності» дасть змогу підвести під нього будь-яку пропагандистську діяльність НКО, що порушить «право правозахисників порушувати в суспільстві питання прав людини». Навішування ярлика «іноземного агента» виявляє, на їхню думку, «явний намір стигматизації будь-якої діяльності громадянського суспільства, яке отримує підтримку з-за кордону». Також наголошується, що встановлені законом штрафи непропорційні та перекладають тягар доказування на некомерційні організації, що займаються законною діяльністю у сфері прав людини. З критикою закону про іноагентів виступив Лауреат Нобелівської премії миру Дмитро Муратов і закликав скасувати закони про іноземних агентів у всьому світі.

## США

### Акт про реєстрацію іноземних агентів
Першим законом, що регулює дії іноземних агентів у Сполучених Штатах Америки, став Закон про радіо 1912 року який заборонив іноземцям володіти американськими радіостанціями. Наступний Закон про радіо 1927 року обмежив участь іноземців в американських радіостанціях двадцятьма відсотками (нині межею, за якою Федеральна комісія зі зв'язку може відмовити в реєстрації, є 25 %).
У 1938 році був ухвалений під назвою «Акт про реєстрацію іноземних агентів». Закон вимагає, щоб іноземні агенти, які представляють в американській політиці іноземні уряди, а також закордонні фізичні та юридичні особи, розкривали свої заняття та джерела фінансування. Іноземним агентом (станом на 2013 рік) вважають особу (фізичну або юридичну), яка діє «за наказом, на прохання, під керівництвом або під контролем іноземного принципала» і при цьому займається «політичною діяльністю в інтересах іноземного принципала».
Закон запроваджувався насамперед з метою боротьби з пропагандистською діяльністю пронацистських організацій напередодні Другої світової війни. Низка післявоєнних поправок, особливо поправки 1966 року і наступні, змінила розуміння FARA. Після ухвалення Закону про лобізм 1995 року закон був звужений і стосується тепер лобістів, які відстоюють політичні інтереси іноземних урядів, тоді як економічні лобісти реєструються відповідно до закону про лобізм.
До розслідування Мюллера застосування закону було рідкісним: з 1939 до 1992 року за порушення закону було порушено 85 справ. Станом на 1998 рік, останні чотири порушені справи проти іноземних агентів характеризувалися мільйонами доларів, отриманих від спонсорів, і доказами наміру (справи Тонсуна Пака, демонстрації на підтримку шаха Ірану, справа МакҐоффа (лобіювання на користь Південної Африки), справа Закгема (лобіювання на користь Кувейту).
Порогом для порушення кримінальної справи за FARA є наявність підстав вважати, що порушення закону має масштабний характер і в обвинувачення є достатні докази цього. У процесах, порушених після 1966 року, фігурували мільйонні суми іноземних субсидій, а в єдиній на 1998 рік справі, яка увінчалася обвинувальним вироком, були доведено замішані іноземні спецслужби.

### Інші закони проти іноземних агентів
На думку Міністерства юстиції США, діяльність іноземних агентів у США також обмежена такими законами і розпорядженнями президента:
- 18 U.S.C. § 951. Цей закон криміналізує будь-яку (не лише політичну) активність у США без реєстрації, яка проводиться за дорученням іноземного уряду (а не будь-якого «принципала») під загрозою ув'язнення до 10 років. На відміну від шпигунства, така активність не включає спроб доступу до секретної інформації. Саме за цим законом Марія Бутіна була засуджена на півтора року ув'язнення у 2018 році;
- Public Law 893, 50 U.S.C. §§ 851—857;
- Акт Вургіза 18 U.S.C. § 2386;
- заборона 1981 року на розміщення у Вашингтоні представництва Організації визволення Палестини;
- E.O. 12947 (1995) забороняє збір грошей у США організаціями, що протидіють мирному процесу;
- Розділ 401 закону про боротьбу з тероризмом та ефективну смертну кару 1996 року[en] забороняє збір грошей для терористичних організацій.

Деякі закони розширюють список винятків для іноземних агентів:
- Taiwan Relations Act, 22 U.S.C. § 3301 і наступні параграфи;
- розділ 105(f)(2) договору про вільну асоціацію;
- 48 U.S.C. § 1681.

Ухвалений 17 жовтня 1940 року «Акт про реєстрацію підконтрольних іноземним державам організацій, що здійснюють політичну діяльність у США» або «Акт Вургіза» (§ 2386 Розділу 18 Кодексу законів США) регулює діяльність організацій, пов'язаних із міжнародними або іноземними політичними структурами, або, згідно з визначенням уряду США, «організацій, що є „суб'єктами іноземного впливу“».

## Україна
На початку 2014 року в Україні було ухвалено «диктаторські закони» 16 січня, які визначили іноземного агента як громадське об'єднання, що одержує фінансування від іноземних держав, закордонних і міжнародних неурядових організацій, а також фізичних осіб, які не є громадянами України, і бере участь у політичній діяльності на території України. Відповідно до закону, іноземні агенти повинні були зареєструватися, одержувані ними кошти повинні були оподатковуватися податками на прибуток. 2 лютого 2014 року відповідний закон втратив чинність.

## Грузія
20 лютого 2023 року парламент Грузії зареєстрував законопроєкт «Про прозорість іноземного впливу», який 14 лютого подала на розгляд фракція «Сила народу». Законопроєкт вводив обов'язок реєстрації як «агентів іноземного впливу» для ЗМІ, неурядових організацій та інших некомерційних організацій, понад 20 відсотків річного доходу яких отримані з іноземних джерел, розширював наглядові повноваження Міністерства юстиції над «іноагентами» та запроваджував жорсткі штрафи за порушення вимог даного закону. Спочатку законопроєкт викликав бурхливі дискусії та бойкот з боку парламентської опозиції, яка називала його «авторитарним» та аналогом російського закону, а пізніше переріс в антиросійські протести у Тбілісі 6-10 березня 2023 року та зіткнення з поліцією. 7 березня парламент більшістю голосів (76 «за», 13 «проти», 4 «утрималися», 57 відсутні чи не голосували) ухвалив у першому читанні законопроєкт, проте вже 9 березня урядуща партія Грузії оголосила про його відкликання.
8 квітня 2024 року парламент Грузії зареєстрував законопроєкт, який 3 квітня представила фракція «Грузинська мрія», подібний до торік ініційованого, та в якому термін «агент іноземного впливу» замінено на «носій інтересів іноземної держави». Законопроєкт, як і його попередня редакція, зобов'язує організації, які представляють іноземні інтереси, публічно розголошувати інформацію про джерела своїх коштів, але не накладає жодних обмежень на їхню діяльність. Документ був розглянутий й прийнятий парламентом за процедурою трьох читань: 17 квітня (83 «за», 0 «проти»), 1 травня (83 «за», 23 «проти»), 14 травня (84 «за», 30 «проти»), та направлений на підпис президентові Грузії Саломе Зурабішвілі, яка 18 травня повернула його до парламенту з пропозицією внести до законодавчого акту статтю, згідно з якою закон припиняв діяти через добу після набрання ним чинності. 28 травня парламент Грузії відхилив президентське вето й остаточно ухвалив закон без змін, зібравши просту кваліфіковану більшість голосів (84 «за», 4 «проти»). 3 червня закон підписав, після повторної відмови глави держави, спікер парламенту Шалва Нателашвілі, а 6 червня документ опубліковано на сайті «Законодавчий вісник Грузії» та набув чинності через 60 днів. Ухвалення закону супроводжувалося численними протестами та сутичками з поліцією. Напередодні третього читання, 13 травня, комітет з правових питань парламенту Грузії за 67 секунд розглянув редакційні поправки до закону за відсутності представників опозиції, яких протестувальники деякий час не пускали до будівлі парламенту, через що ті запізнилися на засідання.

## Ізраїль
Ізраїль має закони, які вимагають від недержавних організацій, які отримують понад 50% свого фінансування з іноземних джерел, розкривати джерело своїх коштів, зокрема надавати фінансову звітність владі Ізраїлю, а також опублікувати відповідну інформацію на своїх вебсайтах та «в будь-який інший спосіб, визначений Міністерством юстиції». Перелік громадських організацій, які фінансуються з-за кордону, також оприлюднено на сайті Міністерства юстиції.